# Chrysomya megacephala
Chrysomya megacephala är en tvåvingeart som först beskrevs av Fabricius 1794.  Chrysomya megacephala ingår i släktet Chrysomya och familjen spyflugor. Inga underarter finns listade i Catalogue of Life.

## Bildgalleri

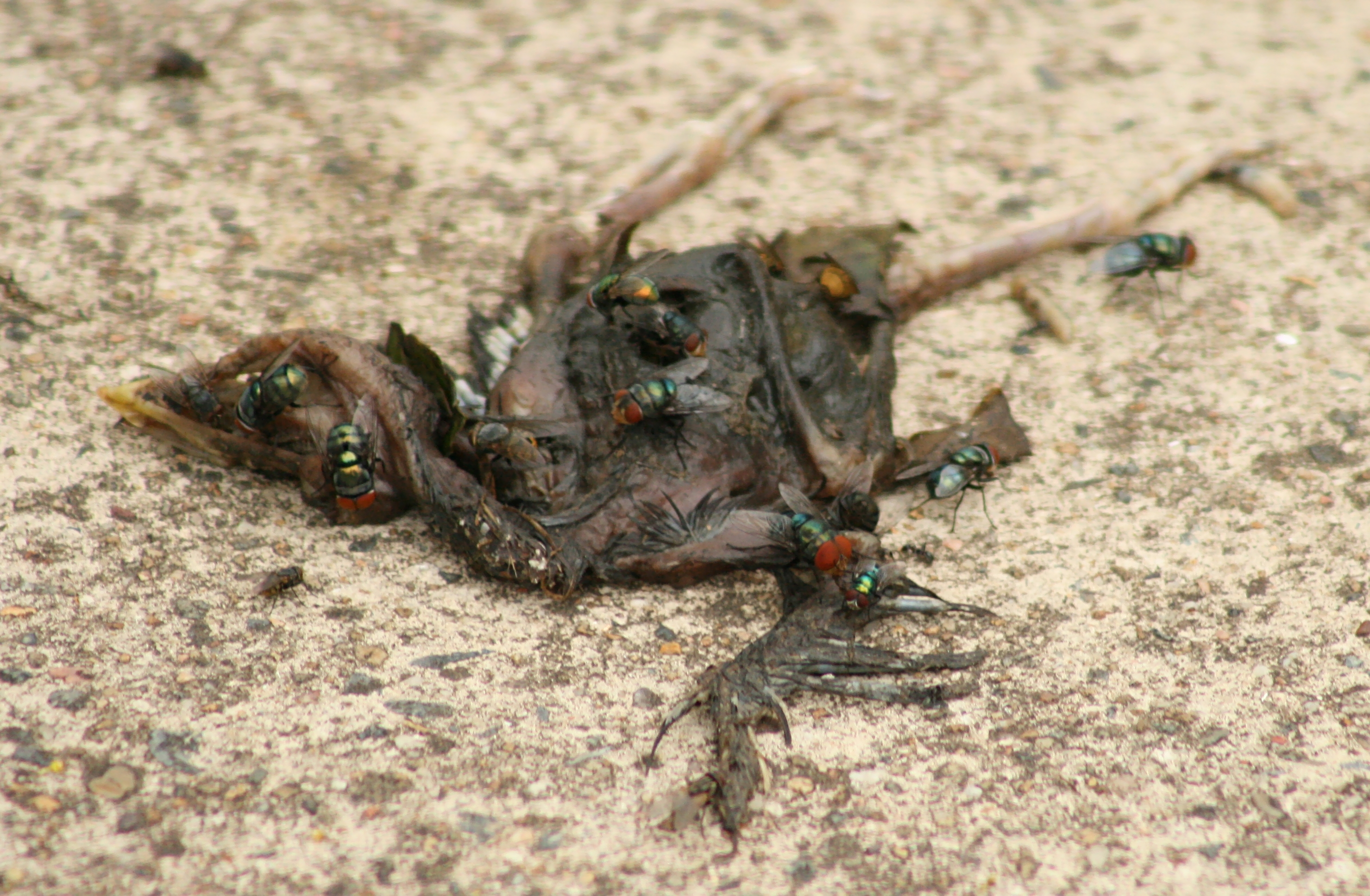